# Edith Pargeter
Edith Mary Pargeter (ur. 28 września 1913 w Horsehay, zm. 14 października 1995 w Shrewsbury) – brytyjska pisarka i tłumaczka. Znana głównie jako autorka cyklu powieści o bracie Cadfaelu, publikowanych pod pseudonimem „Ellis Peters”.

## Zarys biografii
Urodziła się w rodzinie o korzeniach walijskich. Uczęszczała do Dawley Church of England School i Coalbrookdale High School for Girls. Później pracowała jako sprzedawczyni w aptece w Dawley. W tym czasie zaczęła pisać. Jej debiutem literackim była powieść Hortensius, Friend of Nero opublikowana w 1936. Podczas II wojny światowej służyła w Women's Royal Naval Service w Liverpoolu. Za zasługi otrzymała w 1944 Medal Imperium Brytyjskiego i awans do stopnia mata.
W 1994 została uhonorowana Krzyżem Oficerskim Orderu Imperium Brytyjskiego „za zasługi dla literatury”. Natomiast University of Birmingham przyznał jej tytuł honorowego magistra.

## Twórczość
Jest autorką kilkudziesięciu książek sygnowanych własnym nazwiskiem lub wydanych pod różnymi pseudonimami. Tłumaczyła na język angielski czeską klasykę literacką. Największą popularność przyniósł jej cykl 21 powieści historyczno-kryminalnych, których głównym bohaterem jest zakonnik, brat Cadfael.
Akcja powieści składających się na cykl Kroniki brata Cadfaela (lub Mnich) rozgrywa się w pierwszej połowie XII wieku. Cadfael to mnich z opactwa benedyktynów w Shrewsbury, niegdyś awanturnik i uczestnik wypraw krzyżowych. Jest on swoistym protoplastą dzisiejszego detektywa, rozwiązuje zagadki kryminalne. Pierwsza książka z postacią brata Cadfaela ukazała się w 1977. W połowie lat 90. trzynaście Kronik sfilmowano, powstał serial telewizyjny, w którym Cadfaela zagrał Derek Jacobi.

## Publikacje
- Hortensius, Friend of Nero (1936)
- Iron-Bound (1936)
- The City Lies Four-Square (1939)
- Ordinary People lub People of My Own (1941)
- She Goes to War (1942)
- The Eighth Champion of Christendom (1945)
- Reluctant Odyssey (1946)
- Warfare Accomplished (1947)
- The Fair Young Phoenix (1948)
- By Firelight lub By This Strange Fire (1948)
- The Coast of Bohemia (1950) – relacja z podróży do Czechosłowacji
- Lost Children (1951)
- Holiday With Violence (1952)
- Most Loving Mere Folly (1953)
- The Rough Magic (1953)
- The Soldier at the Door (1954)
- A Means of Grace (1956)
- The Assize of the Dying (1958) – opowiadania
- A Bloody Field by Shrewsbury lub The Bloody Field (1972)
- The Marriage of Meggotta (1979)

Trylogia The Heaven Tree
- The Heaven Tree (1960)
- The Green Branch (1962)
- The Scarlet Seed (1963)

Cykl The Brothers of Gwynedd
- Sunrise in the West (1974)
- The Dragon at Noonday (1975)
- The Hounds of Sunset (1976)
- Afterglow and Nightfall (1977)

### Jako Peter Benedict
- Day Star (1937)

### Jako Jolyon Carr
- Murder in the Dispensary (1938)
- Freedom for Two (1939)
- Masters of the Parachute Mail (1940)
- Death Comes by Post (1940)

### Jako John Redfern
- The Victim Needs a Nurse (1940)

### Jako Ellis Peters

#### CyklGeorge Felse and Family
- Fallen into the Pit (1951)
- Death and the Joyful Woman (1961)
- Flight of a Witch (1964)
- A Nice Derangement of Epitaphs lub Who Lies Here? (1965)
- The Piper on the Mountain (1966)
- Black is the Colour of my True Love's Heart (1967)
- The Grass-Widow's Tale (1968)
- The House of Green Turf (1969)
- Mourning Raga (1969)
- The Knocker on Death's Door (1970)
- Death to the Landlords! (1972)
- City of Gold and Shadows (1973)
- Rainbow's End (1978)

#### CyklKroniki brata Cadfaela
- A Morbid Taste for Bones (1977) – wyd. pol. Tajemnica świętych relikwii, Phantom Press 1992
- One Corpse Too Many (1979) – wyd. pol. O jedno ciało za dużo, Phantom Press 1992
- Monk's Hood (1980) – wyd. pol. Obrońca w kapturze, Phantom Press 1992 lub Trujący lek, Zysk i S-ka 1998
- Saint Peter's Fair (1981) – wyd. pol. Jarmark świętego Piotra, Phantom Press 1993
- The Leper of Saint Giles (1981) – wyd. pol. Trędowaty od św. Egidiusza, Phantom Press 1993 lub Trędowaty z hospicjum świętego Idziego, Zysk i S-ka 1999
- The Virgin in the Ice (1982) – wyd. pol. Wyprawa w śniegi, Phantom Press 1993 lub Dziewica w bryle lodu, Zysk i S-ka 2000
- The Sanctuary Sparrow (1983) – wyd. pol. Wróbel ze świątyni, Phantom Press 1993 lub Wróbel w świątyni, Zysk i S-ka 2001
- The Devil's Novice (1983) – wyd. pol. Nowicjusz diabła, Zysk i S-ka, 2001
- Dead Man's Ransom (1984) – wyd. pol. Okup nieboszczyka, Zysk i S-ka 2002
- The Pilgrim of Hate (1984) – wyd. pol. Pielgrzym nienawiści, Zysk i S-ka 2004
- An Excellent Mystery (1985) – wyd. pol. Doskonała tajemnica, Zysk i S-ka 2004
- The Raven in the Foregate (1986) – wyd. pol. Kruk na podgrodziu, Zysk i S-ka 2005
- The Rose Rent (1986) – wyd. pol. Róża w dani, Zysk i S-ka 2006
- The Hermit of Eyton Forest (1987) – wyd. pol. Pustelnik z lasu Eyton, Zysk i S-ka 2006
- The Confession of Brother Haluin (1988) – wyd. pol. Spowiedź brata Haluina, Zysk i S-ka 2007
- A Rare Benedictine (1988) – wyd. pol. Niezwykły benedyktyn, Zysk i S-ka 2014 - trzy opowiadania o Cadfaelu
- The Heretic's Apprentice (1990) – wyd. pol. Uczeń heretyka, Zysk i S-ka 2008
- The Potter's Field (1990) – wyd. pol. Pole garncarza, Zysk i S-ka 2009
- The Summer of the Danes (1991) – wyd. pol. Lato Duńczyków, Zysk i s-ka 2010
- The Holy Thief (1992) – wyd. pol. Świątobliwy złodziej, Zysk i S-ka 2011
- Brother Cadfael's Penance (1994) – wyd. pol. Pokuta brata Cadfaela, Zysk i S-ka 2013